# 斯泰波韋 (別里斯拉夫區)
47°3′42″N 33°10′36″E / 47.06167°N 33.17667°E
斯泰波韋（烏克蘭語：Степове）是位於烏克蘭南部的村莊，由赫爾松州別里斯拉夫區的大亚历山德里夫卡市镇負責管轄。該村始建於1945年，面積0.32平方公里，海拔高度63米，2001年人口133，人口密度每平方公里420.9人。